# Чиабер
Чиабер (груз. ჭიაბერი) — грузинский дворянин (дидебули) из восточной Грузии в XII веке. Он занимал важное положение на царском дворе и сыграл значительную роль в турбулентный период грузинской истории.

## Биография

### Ранняя жизнь
Чиабер, как известно, был воспитанником царя Грузии Георгия III. В 1177 году восстание под руководством принца Демны и семьи Орбели потрясло грузинскую монархию. В этот непростой период Чиабер выделился как «честный и верный человек». Он поддерживал монархию против мятежников. В знак признания его неизменной поддержки, царь Георгий III назначил его на высокий пост Меджинибетухуцеси (Верхний страж), вместо Кавтара, участника восстания.

### Служба при царице Тамаре
После смерти царя Георгия III, Чиабер продолжил служить грузинской монархии при царице Тамаре. В знак его преданности и компетентности, царица Тамара назначила его на должность Мандатуртухуцеси (Министр внутренних дел). Его лояльность и служба были дополнительно вознаграждены, когда царица вручила ему золотой посох и одела в драгоценные одежды. В это же время, примерно в 1190-1191 годах, ему была предоставлена должность Амирспасалара на короткое время, что подчеркивает его выдающийся рост в королевском дворе.
Лояльность Чиабера к монархии была непоколебимой, в периоды бунтов и потрясений. Он остался одним из немногих дворян, которые поддержали царицу Тамар во время бунта казначея Кутлу Арслана и ее мужа, Георгия. Его стойкой поддержке царица выразила благодарностью, вручив ему город и крепость Жиновани, а также обширные земли в горах. В 1195 году он участвовал в Битве при Шамкоре.